# Thiago Veloso
Thiago „Thiaguinho” Pontes Veloso (ur. 15 sierpnia 1993 w João Pessoa) – brazylijski siatkarz, grający na pozycji rozgrywającego, reprezentant Brazylii.

## Sukcesy klubowe
Mistrzostwo Brazylii:
- 2024[5]
- 2014, 2015
- 2013, 2018

Superpuchar Francji:
- 2022[6]

Klubowe Mistrzostwa Ameryki Południowej:
- 2025[7]

## Sukcesy reprezentacyjne
Mistrzostwa Ameryki Południowej Kadetów:
- 2010

Puchar Panamerykański Kadetów:
- 2011[8]

Mistrzostwa Ameryki Południowej Juniorów:
- 2012

Puchar Panamerykański U-23:
- 2012

Mistrzostwa Świata Juniorów:
- 2013

Mistrzostwa Świata U-23:
- 2013

Mistrzostwa Ameryki Południowej U-23:
- 2014, 2016

Igrzyska Panamerykańskie:
- 2023[9]
- 2015
- 2019

Puchar Panamerykański:
- 2015
- 2018

## Nagrody indywidualne
- 2011: Najlepszy rozgrywający Pucharu Panamerykańskiego Kadetów
- 2012: Najlepszy rozgrywający Mistrzostw Ameryki Południowej Juniorów[10]
- 2014: Najlepszy rozgrywający Mistrzostw Ameryki Południowej U-23